# Tatort: Was ihr nicht seht
Was ihr nicht seht ist ein Fernsehfilm aus der Krimireihe Tatort. Der vom MDR Fernsehen produzierte Beitrag ist die 1249. Tatort-Episode und wurde am 5. November 2023 im SRF, im ORF und im Ersten ausgestrahlt. Die Dresdner Ermittler Karin Gorniak und Peter Michael Schnabel ermitteln in ihrem 16., Leonie Winkler in ihrem 10. Fall.

## Handlung
Verwirrt und blutverschmiert wacht Sarah Monet neben ihrem erstochenen Freund David auf. Sarah Monet wird zur Untersuchung in Polizeigewahrsam genommen. Dort greift sie bei einer Untersuchung die Ärztin Antonia Sander an. Sarah Monet gibt an, nichts vom Tod ihres Freundes zu wissen. Die Kommissarin Gorniak teilt ihr daraufhin mit, dass sie die Hauptverdächtige für die Tötung von David Konrad sei.
KOK Karin Gorniak bearbeitet den Fall allein, nachdem ihre Kollegin KOK Leonie Winkler als befangen vom Fall abgezogen wurde. Monet war früher die Freundin von Winklers Bruder.
Die Polizei ermittelt, dass David ein Verhältnis mit der verheirateten Pia Schiffbauer hatte und dass diese von Sarah Monet angegriffen wurde. In Monets Blut werden Reste von K.o.-Mitteln nachgewiesen, im Schloss ihrer Wohnung findet man Spuren eines Nachschlüssels.
Als Monet mit einer Fußfessel aus dem Polizeigewahrsam entlassen wird, nimmt Winkler sie mit in die einsame Waldhütte ihrer Eltern. In der Nacht entfernt Monet ihre Fußfessel und flieht.
Als die Kommissarinnen eine Frau finden, die an einem K.o.-Mittel gestorben ist, vermuten sie einen Serientäter, der alleinstehende Frauen betäubt und vergewaltigt. Bei einer weiteren Durchsuchung von Monets Wohnung findet die Polizei dort ein Überwachungsgerät und eine DNA-Spur.
Unterdessen verschafft sich der Täter Zutritt zur Wohnung einer weiteren allein lebenden Frau, er betäubt und vergewaltigt sie.
Die DNA-Spur führt die Polizei zu einer alten Schlosserei, in der Jan Oschatz Nachschlüssel der Wohnungen seiner Opfer angefertigt hat. Ein Plan zeigt die Namen, Bilder und Wohnorte verschiedener Frauen. Der Monitor der Überwachungskamera in einem Gewerbegebäude zeigt, wie Oschatz die bewusstlose Sarah Monet verschleppt. Während das SEK die oberen Stockwerke durchsucht, folgt KHK Schnabel einer Spur in den Keller. Er wird von Oschatz niedergeschlagen und erschießt daraufhin den fliehenden Täter.
Die bewusstlose Sarah Monet wird ins Krankenhaus gebracht. In einem Traum erinnert sie sich daran, was in der Nacht passiert war. Oschatz hatte sie vergewaltigt. Als später ihr Freund David zu ihr kam, hielt sie ihn für den Vergewaltiger und erstach ihn. Winkler ist erschüttert, dass Oschatz nur verfolgt wurde, weil David erstochen wurde. Jakob Klasen, der neue Staatsanwalt, lädt sie zu einem Bier ein.

## Hintergrund
Der Film wurde vom 29. März 2022 bis zum 29. April 2022 an 22 Drehtagen in Dresden und Leipzig gedreht.

## Rezeption

### Kritiken
„Der Tatort berührt, solange er Schutzlosigkeit fühlbar macht. […] Aber dann, im letzten Drittel, wird der Handlung ein Thriller-Finale aufgesteckt, Szenen in Zeitlupe, flackernde Blicke im Keller. Dieses künstlich Gehetzte passt nicht zur Präzision des ersten Teils. Das Getöse überlagert die Stille in einem Tatort, der besser ganz bei sich geblieben wäre.“

### Einschaltquoten
Die Erstausstrahlung von Was ihr nicht seht am 5. November 2023 wurde in Deutschland von 8,97 Millionen Zuschauern gesehen und erreichte einen Marktanteil von 29,9 % für Das Erste.

### Auszeichnungen
- 2024: Deutscher Fernsehkrimipreis, prämiert in den Kategorien:[4]
  - Publikumspreis des Wiesbadener Kuriers
  - Sonderpreis des Festivals für das gesamte Ensemble